# Fyrisån
Il Fyrisån (fiume Fyris) è un fiume nella provincia svedese dell'Uppland, che scorre attraverso Uppsala e sfocia nel lago Mälaren.
Prima era chiamato fiume Full o fiume Sala (Sala si riferiva alla reggia dei re svedesi a Gamla Uppsala), ma il suo nome fu cambiato nel XVII secolo in memoria del Fyrisvellir, le piane paludose che sono state da tempo bonificate per la coltivazione ma che sono famose nella mitologia norrena. Negli anni trenta il fiume fu oggetto di studio da parte del geografo Filip Hjulström il quale dedicò al fiume una monografia nella quale espose alcuni importanti principi generali di idrologia.
Le navi possono risalire il fiume dal Mälaren ad Uppsala, dove due chiuse impediscono un'ulteriore risalita. Nell'estate del 2007 è stata iniziata la costruzione di una scala per pesci per rendere possibile a pesci potamodromi di oltrepassare le chiuse e raggiungere i luoghi in cui possono deporre le uova. Durante l'ultimo giorno di aprile, gli studenti tentano di navigare attraverso le chiuse per mezzo di zattere fatte a mano, con risultati prevedibili.